# Touchstone Television (2020)
Touchstone Television, chiamata precedente Fox 21 Television Studios, è stata una casa di produzione televisiva statunitense, sussidiaria del gruppo The Walt Disney Company e divisione della Disney Television Studios.
Nel dicembre 2020 è stata inglobata da 20th Television.

## Storia
Nasce con il nome di Fox 21 Television Studios come una divisione della 20th Century Fox.
Nel dicembre del 2017, viene annunciata l'acquisizione di 21st Century Fox, società madre di 20th Century Fox e quindi di Fox 21, da parte di The Walt Disney Company. L'acquisizione è stata completata nel 2019.
Il 10 agosto del 2020 Disney annuncia la riorganizzazione dei propri studi televisivi. Da quel momento Fox 21 Television Studios è entrata a far parte di Disney Television Studios e ha cambiato nome in Touchstone Television.
Il 1º dicembre 2020, il capo della Walt Disney Television Dana Walden ha annunciato un'ulteriore riorganizzazione che vede la divisione appena ribattezzata assorbita da 20th Television.

## Programmi televisivi
- Casa Hughley (1999-2002)
- Oh, Grow Up (1999)
- Malcolm (2000-2006)
- Son of the Beach (2000-2002)
- Soul Food (2000-2004)
- The Shield (2002-2008)
- John Doe (2002-2003)
- A casa di Fran (2005-2006)
- Beauty and the Geek (2005-2008)
- The Girls Next Door (2005-2010)
- Killer Instinct (2005)
- The Riches (2007-2008)
- Burn Notice - Duro a morire (2007-2013)
- Saving Grace (2007-2010)
- Sons of Anarchy (2008-2014)
- Mental (2009)
- Defying Gravity - Le galassie del cuore (2009)
- White Collar (2009-2014)
- La strana coppia (2010)
- Persone sconosciute (2010)
- The Gates - Dietro il cancello (2010)
- Homeland - Caccia alla spia (2011-2020)
- Maron (2013-2016)
- Fuori dal ring (2011)
- The Glades (2010-2013)
- The Killing (2011-2014)
- The Americans (2013-2018)
- Graceland (2013-2015)